# Jüdischer Friedhof (Bega)
Der Jüdische Friedhof Bega liegt in Bega, einem Ortsteil der Gemeinde Dörentrup im Kreis Lippe in Nordrhein-Westfalen. Der jüdische Friedhof ist mit der Nummer 27 als Baudenkmal in die Denkmalliste der Gemeinde Dörentrup eingetragen.

## Beschreibung

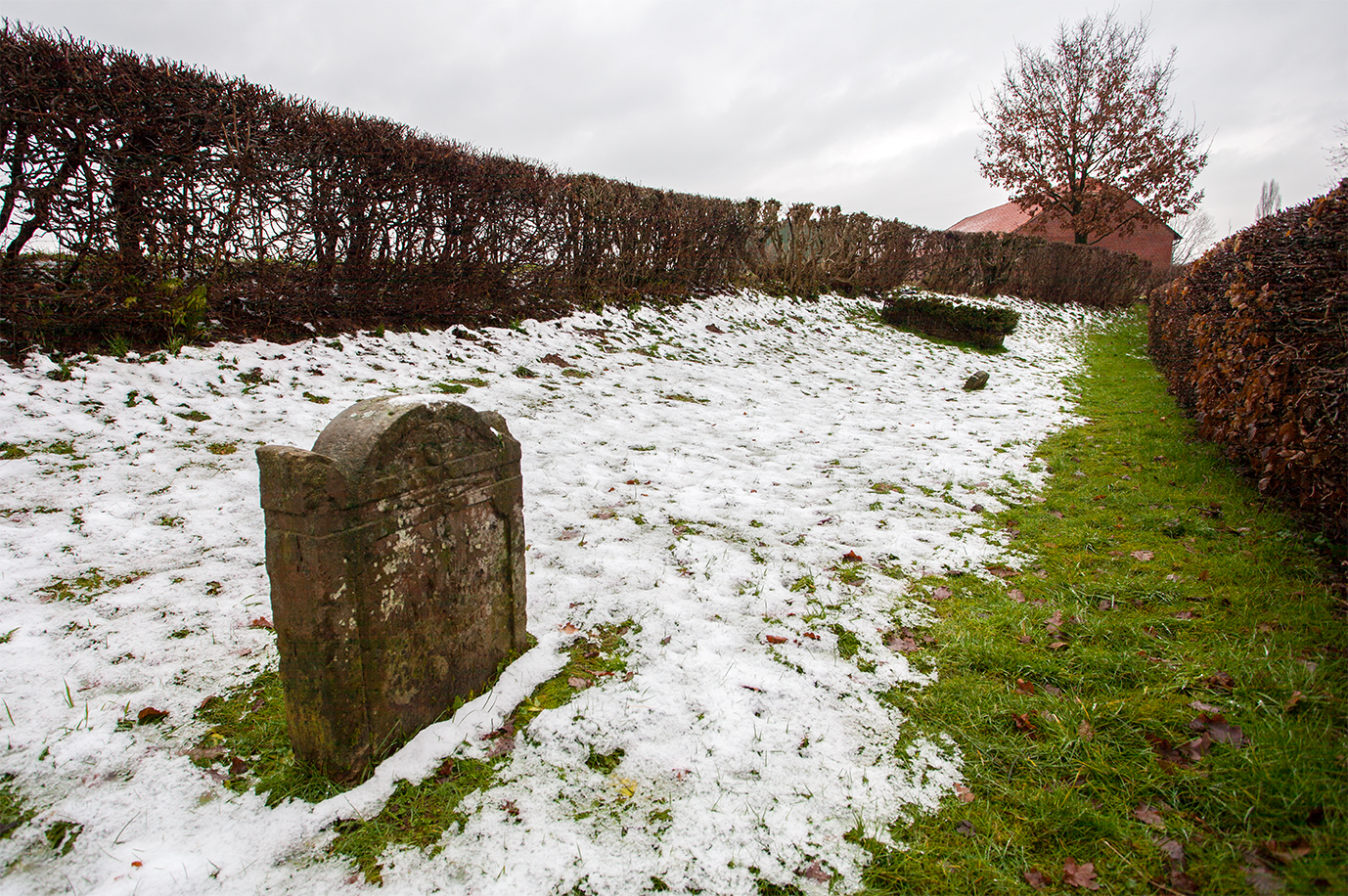
Der Jüdische Friedhof in Bega

Der von einer Hecke umgebene Jüdische Friedhof liegt etwas außerhalb des Ortes Bega an der Sibbentruper Straße. Die genaue Entstehung des Friedhofs ist nicht bekannt. 1890 fand in Bega das letzte jüdische Begräbnis statt. Heute sind noch einige Grabsteine (Mazewot), zum Teil in die Erde eingesunken, auf dem Friedhof erkennbar.  Die in Bega lebenden Juden gehörten früher zur Synagogengemeinde von Barntrup.